# Helvetia (trein)
De Helvetia was een Europese internationale trein voor de verbinding Hamburg - Zürich. Helvetia is de Latijnse naam voor Zwitserland.

## Geschiedenis
De Helvetia was een van de treinen waarmee het Trans Europ Express (TEE)-net in 1957 van start ging. Het was de voortzetting van de bestaande Ft 77/78 (Helvetia Express) tussen Hamburg en Zürich.

## Trans Europ Express
De TEE stopte net als de Helvetia Express in Baden-Oos. Op 1 juni 1958 werd Göttingen als stop toegevoegd. De gemiddelde snelheid van de trein ontwikkelde zich van 92 km/u in 1957 tot 114 km/u in 1971. In 1971 werd op 23 mei de stop in Baden-Oos vervangen door Offenburg en werd Fulda op 26 september als stop toegevoegd, daarna daalde de gemiddelde snelheid tot 108 km/u.

### Rollend materieel
De TEE-dienst werd gestart met een VT 08. In oktober 1957 waren er voldoende VT 11.5 treinstellen beschikbaar om de Helvetia te bedienen. In 1965 werd de bovenleiding tot Hamburg voltooid en op 12 april 1965 was de Helvetia de eerste Duitse TEE met elektrische tractie en getrokken rijtuigen. De Helvetia kreeg geen uitzichtrijtuig maar een bar/servicerijtuig.

#### Tractie
In Zwitserland werd de trein getrokken door een Re 4/4 II TEE. Soms werd hierbij de trein in Zürich gekoppeld met de TEE Arbalète waardoor een trein ontstond met Inox en Rheingold rijtuigen. In Duitsland werd de trein tot 1973 getrokken door een E10 12, daarna kwam de serie 103 voor de trein.

#### Rijtuigen
De trein bestond uit zeven rijtuigen van de vervolgserie type Rheingold uit 1964; 
 2 coupérijtuigen Av + 1 salonrijtuig Ap + 1 restauratierijtuig WR + 1 bar/servicerijtuig ARD + 2 coupérijtuigen Av.

### Ongeval
Op 12 augustus 1965 raakte de Helvetia betrokken bij een ernstig ongeval waarbij vier mensen om het leven kwamen. De trein van Zürich naar Hamburg zou bij Lampertheim een goederentrein inhalen. De goederentrein was op een parallelspoor gezet maar bevond zich nog binnen het profiel van vrije ruimte van het hoofdspoor. De passeerende TEE werd over de volle lengte opengescheurd en de, vier maanden oude, lokomotief E 10 364 raakte zwaar beschadigd. Het herstel van de lokomotief kostte bijna een jaar, maar twee rijtuigen één Ap en één ARD waren totaal vernield en zijn meteen afgevoerd.

TEE Helvetia (rood) in het TEE net van 1957

### Route en dienstregeling
De TEE Helvetia startte in Duitsland met dezelfde treinnummers als de Helvetia Express, in Zwitserland reed de TEE 78 als HZ en de TEE 77 als ZH. Op 1 juni 1969 werd de nummering voor de hele route gelijkgetrokken en kreeg TEE 78 nummer TEE 76. Op 23 mei 1971 werd de Europese treinnummering doorgevoerd en werd TEE 76 gewijzigd in TEE 73 en TEE 77 werd TEE 72.
| TEE 73 | land        | station                 | km  | TEE 72 |
| ------ | ----------- | ----------------------- | --- | ------ |
| 13:39  | Duitsland   | Hamburg Altona          | 0   | 16:19  |
| 13:46  | Duitsland   | Hamburg Dammtor         | 5   | 16:11  |
| 13:55  | Duitsland   | Hamburg Hbf             | 7   | 16:04  |
| 15:22  | Duitsland   | Hannover                | 185 | 14:40  |
| 16:13  | Duitsland   | Göttingen               | 293 | 13:45  |
| 18:32  | Duitsland   | Frankfurt am Main       | 534 | 11:33  |
| 19:23  | Duitsland   | Mannheim                | 615 | 11:34  |
| 19:53  | Duitsland   | Karlsruhe               | 676 | 10:06  |
| 20:26  | Duitsland   | Offenburg               | 750 | 09:33  |
| 20:53  | Duitsland   | Freiburg                | 811 | 09:04  |
| 21:27  | Duitsland   | Basel Badischer Bahnhof | 873 | 08:30  |
| 21:41  | Zwitserland | Basel SBB               | 878 | 08:24  |
| 22:43  | Zwitserland | Zürich HB               | 966 | 07:00  |

Op 3 juni 1973 werd de stop in Offenburg voor de trein zuidwaarts opgeheven en op 30 september 1973 werd de stop in Baden-Oos weer ingevoerd voor de trein in zuidelijke richting. Op 26 mei 1979 reed de Helvetia voor het laatst als TEE, op 27 mei 1979 werd het een InterCity-trein.

## EuroCity
De Helvetia werd op 31 mei 1987 met de nummers EC 78 (Zürich - Hamburg) en EC 79 (Hamburg - Zürich) in het EuroCity-net opgenomen. op 31 mei 1992 volgde een omnummering waarbij de nummers met acht verlaagd werden. Op 23 mei 1993 werd de Helvetia deel van het InterCityExpress (ICE)-net en reed de trein niet langer als EuroCity. De naam is nog tot 12 december 2004 gebruikt voor de ICE-dienst.